# Narros de Saldueña
Narros de Saldueña – gmina w Hiszpanii, w prowincji Ávila, w Kastylii i León, o powierzchni 9,44 km². W 2011 roku gmina liczyła 130 mieszkańców.